# Bordères-Louron
Bordères-Louron è un comune francese di 161 abitanti situato nel dipartimento degli Alti Pirenei nella regione dell'Occitania.

## Società

### Evoluzione demografica
Abitanti censiti